# ルイ2世・ド・ラ・トレモイユ
ルイ2世・ド・ラ・トレモイユ（Louis II de La Trémoïlle, vicomte de Thouars, 1460年9月20/29日、ボミエール - 1525年2月24日、パヴィア）は、フランスの貴族、将軍。フランス王シャルル7世の寵臣ジョルジュ・ド・ラ・トレモイユの孫。トゥアール子爵、タルモン公。筆頭侍従。

## 人物
ルイ1世・ド・ラ・トレモイユとその妻マルグリット・ダンボワーズ（Marguerite d'Amboise）の間の息子として生まれた。1485年に始まった道化戦争では国王軍で中心的な役割を果たし、反乱の首謀者の1人ブルターニュ公フランソワ2世を追い詰めた。1488年のサン＝トーバン＝デュ＝コルミエの戦いで反乱者に対して決定的な勝利を収め、ブルターニュの独立に実質的な終止符を打った。
イタリア戦争の遠征にも何度か従軍し、1495年のフォルノーヴォの戦いや1509年のアニャデッロの戦いに参加した。カンブレー同盟戦争中、1513年のノヴァーラの戦いではフランス軍側の司令官を務めたが、スイス人傭兵隊の待ち伏せ攻撃に遭い、悲惨な敗北を喫した。1515年のマリニャーノの戦いでは勝利に貢献した。
1525年、パヴィアの戦いにおいてフランス軍の陣営が1500人のスペイン軍アルケブス銃（火縄銃）部隊に襲われた際、フランソワ1世王を守るために他のフランス人将兵とともに奮戦するが、敵兵に心臓を撃ち抜かれて馬から落ち、絶命した。家督は孫のフランソワが継いだ。
1484年7月28日にモンパンシエ伯ルイ1世の娘ガブリエル・ド・ブルボン（1447年 - 1516年）と結婚し、一人息子のシャルル（1485年 - 1515年）をもうけた。1517年4月7日にヴァランティノワ公チェーザレ・ボルジアの娘ルイーザ・ボルジアと再婚するが、間に子供は無かった。